# Tavistock (New Jersey)
Pour les articles homonymes, voir Tavistock.
Tavistock est un borough situé dans le comté de Camden, dans l'État du New Jersey, aux États-Unis.